# 清水河街道 (深圳市)
清水河街道，是中华人民共和国广东省深圳市罗湖区下辖的一个乡镇级行政单位。名称取自于布吉河旧时的别称“清水河”以及街道内的城中村——清水河村。曾是深圳市两大仓库聚集区之一。

## 行政区划
清水河街道下辖以下地区：
清水河社区、泥岗社区、银湖社区、梅园社区、草埔西社区、红岗社区、玉龙社区和龙湖社区。

## 重大事件
- 清水河大爆炸：1993年8月5日，清水河街道一存放易燃化学物品硝酸铵的工厂发生连环大爆炸，共造成18死873伤。